# Muniek Staszczyk
Muniek Staszczyk, właśc. Zygmunt Marek Staszczyk (ur. 5 listopada 1963 w Częstochowie) – polski muzyk i piosenkarz. Współzałożyciel, lider, wokalista i autor tekstów zespołów: T.Love (od 1982), Szwagierkolaska (od 1995) oraz Muniek i Przyjaciele (od 2018).
Członek Akademii Fonograficznej Związek Producentów Audio-Video (ZPAV). Współpracował z wieloma artystami i zespołami, takimi jak Maanam, Katarzyna Nosowska, Pidżama Porno, Zipera czy Habakuk.

## Życiorys

### Rodzina i edukacja
Jest jedynym synem Anny z domu Kotołowskiej i Tomasza Staszczyków, którzy pobrali się w 1963. Pochodzi z robotniczej rodziny – ojciec był tokarzem, a matka obejmowała kierownicze stanowisko w sklepie spożywczym „Społem”. Jego prapradziadek działał w Polskiej Partii Socjalistycznej, a pradziadek – Celestyn Dzięciołowski – był więziony w Cytadeli Warszawskiej ze Stefanem Okrzeją. Wychowywał się w mieszkaniu w blokowisku przy ul. Sieroszewskiego na częstochowskim Ostatnim Groszu.
W 1982 ukończył IV Liceum Ogólnokształcące im. Henryka Sienkiewicza w Częstochowie, a w 1991 – studia na Wydziale Polonistyki Uniwersytetu Warszawskiego. W czasie studiów mieszkał w akademiku UW przy ul. Kickiego na warszawskim Grochowie.

### Kariera zawodowa
Razem ze swoim przyjacielem, Jackiem „Słoniem” Wudeckim, założył kilka zespołów muzycznych, m.in. The Schoolboys i George Staszczyk Selection. Grał też na basie w zespole punkowym Szambo. W okresie licealnym, zafascynowany poezją romantyczną, zaczął pisać swoje pierwsze teksty. Współtworzył z gitarzystą Markiem Kramerem zespół Opozycja, znany też pod nazwą Atak (w jego składzie znalazł się też m.in. Jacek Śliwczyński, późniejszy basista T. Love), z którym w listopadzie 1981 wystąpił na Festiwalu w Jarocinie i II Festiwalu Nowej Fali w Toruniu.
W styczniu 1982 został jednym z założycieli zespołu Teenage Love Alternative, z którym w następnym miesiącu zagrał pierwszy koncert na studniówce IV LO w Warszawie, a następnie wystąpił m.in. na festiwalu „Malrock 1983” w Malborku i Festiwalu w Jarocinie w 1984. W 1986 zespół zmienił nazwę na T.Love. Staszczyk w latach studenckich tworzył także duet „Jesus Płochares” z Wojciechem Płocharskim, z którym wystąpił na Ogólnopolskim Przeglądzie Piosenki Aktorskiej, a w 1983 przez kilka tygodni był wokalistą zespołu Trawnik. Na przełomie wiosny i lata 1989 grał na perkusji w zespole Gary and Gitary, a pod koniec czerwca zawiesił działalność T.Love. W lipcu 1989 wyjechał do Londynu, gdzie pracował jako pomocnik kucharza w pubie Parks Wine Bar przy Hughbury. Niedługo po powrocie do Polski w grudniu tego samego roku reaktywował T.Love.
W 1990 został redaktorem magazynu młodzieżowego „Atak”. W 1992 wydał książkę wspomnieniową pt. Dzieci rewolucji, którą napisał na podstawie swojej pracy magisterskiej. W 1993 został perkusistą zespołu Paul Pavique Movement (założonego przez Pawła Dunina-Wąsowicza i wydał tomik poezji pt. Gandża. W latach 1994–2003 śpiewał w założonym z Krzysztofem Typą zespole Niespodzianka. W 1995 wraz z Andrzejem Zeńczewskim założył zespół Szwagierkolaska, z którym wydał dwa albumy: Luksus (1995) i Kicha (1999) zawierające głównie piosenki Stanisława Grzesiuka w nowych aranżacjach. Za pierwszą płytę otrzymali Fryderyka 1995 w kategorii Album roku – muzyka tradycji i źródeł. Z zespołem zagrał dwie trasy koncertowe plenerową w 1996 i klubową w 1997.
Od 2001 przez kilka lat śpiewał w zespole Reggae In A Polish Style. W sezonie 2000/2001 wcielał się w postać Vana Morrisona w sztuce Jeździec burzy reżyserowanej przez Arkadiuszka Jakubika i wystawianej w Teatrze Rampa w Warszawie. W 2001 otrzymał nagrodę Tęczowego Lauru za „konsekwentny pacyfizm i otwartość przekazywaną w twórczości artystycznej”. W 2003 nagrał utwory „Do roboty” i „OK” z zespołem hip-hopowym Zipera. Zaśpiewał z Krzysztofem Krawczykiem piosenkę „Lekarze dusz” z albumu artysty pt. To, co w życiu ważne z 2004. Zadebiutował jako producent muzyczny przy albumie T.Love I Hate Rock’n’Roll z 2004. W październiku 2005 nagrał z zespołem Pustki utwór „Kalambury” (z tekstem wiersza Władysława Broniewskiego) na potrzeby składanki pt. Broniewski z 2006. Pojawił się w filmie dokumentalnym poświęconym Stanisławowi Grzesiukowi pt. Grzesiuk. Chłopak z ferajny (2006). Latem 2009 zaśpiewał w utworze „Uderzam w deskę” na podstawie wiersza Zbigniewa Herberta „Kołatka”, umieszczonym na albumie grupy Karimski Club pt. Herbert.
30 września 2009 został uhonorowany przez III Program Polskiego Radia nagrodą Mateusz za „25 lat niezależności, niespożytej energii, młodzieńczego entuzjazmu, wierności sobie i swojej muzyce”. W 2010 wydał pierwszy solowy album pt. Muniek, którą nagrał z Janem Benedkiem i na której nagranie otrzymał od wytwórni Sony Music 200 tys. zł zaliczki. Album promował singlami: „Tina”, „Święty”, „Kain i Abel” i „Dzieje grzechu”, który nagrał w duecie z Anną Marią Jopek. W grudniu 2011 wystąpił w widowisku 16.12.1981 wyreżyserowanym przez Łukasza Kobielę, które odbyło się w 30. rocznicę pacyfikacji kopalni „Wujek” w Katowicach. 6 maja 2012 odbył się koncert jubileuszowy Częstochowa gra Muńka z okazji 30-lecia debiutu muzycznego Staszczyka, w którym wystąpili m.in. Krzysztof Grabowski, Marek Piekarczyk, Kasia Kowalska, Stanisław Sojka, Martyna Jakubowicz, Adam Nowak, Tomasz Olejnik, Janusz Iwański, Wojciech Turbiarz, Jacek Pałucha i Piotr Machalica. 20 maja Staszczyk wystąpił z utworem „Krajobraz z Wilgą i ludzie” w koncercie Projektu Grechuta upamiętniającym Marka Grechutę. Podczas wydarzenia poznał Marka Jackowskiego, na którego zaproszenie nagrał utwory „Nie zawsze jest tak jak chcesz” i „Ulica miłości”, umieszczone na albumie artysty pt. Marek Jackowski z października 2013. Również w 2013 rozpoczął współpracę z zespołem Shamboo.

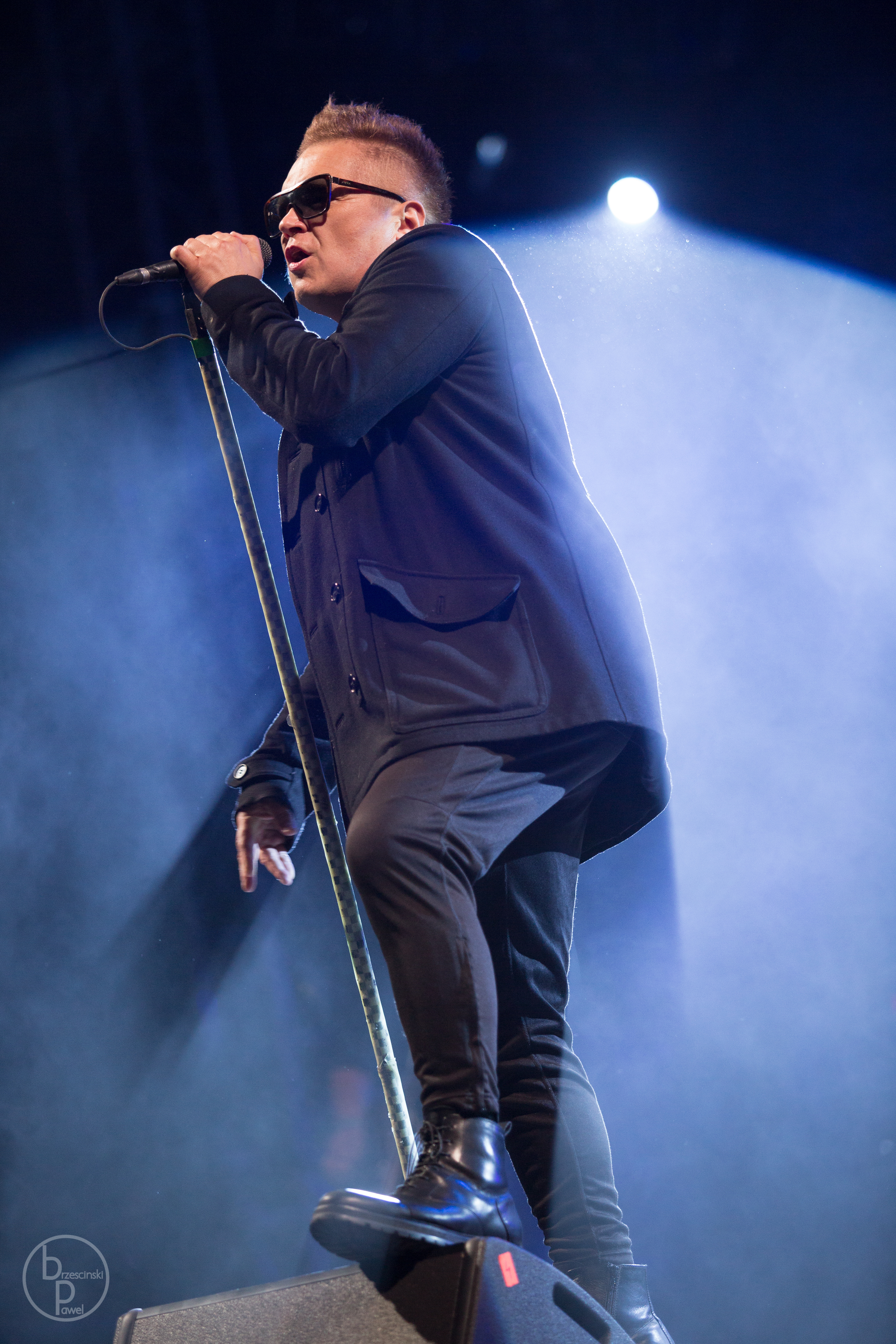
Staszczyk (2017)

W 2014 zwyciężył w częstochowskim plebiscycie „Ludzie Dwudziestolecia”, czego efektem była wystawa „Muniek Story” prezentowana w miejskim ratuszu. W maju 2015 premierę miał album Stanisławy Celińskiej pt. Atramentowa…, na której znalazł się m.in. utwór „Wielka słota”, nagrany przez nią w duecie ze Staszczykiem. We wrześniu odbył trasę koncertową „Warsaw Bombs”, obejmującą pięć występów w Chinach. W 2017 premierę miał album projektu Dylan.pl pt. Niepotrzebna pogodynka, żeby znać kierunek wiatru, na którą nagrał dwie polskojęzyczne wersje piosenek Boba Dylana – „Czasy nadchodzą nowe” („The Times They Are A-Changin’”) i „Adam dał imiona zwierzętom” („Man Gave Names to All the Animals”). W 2018 nagrał utwór „Mietek” z tekstem Józefa Tischnera, umieszczony na dedykowanym mu albumie pt. Tischner. Mocna nuta. Odbył także akustyczną trasę koncertową „Muniek i Przyjaciele”.
W lipcu 2020 potwierdził reaktywację zespołu T.Love i wydanie nowego albumu z okazji 40-lecia formacji, które przypada w 2022. W marcu 2021 wydał koncertowy album pt. Muniek i Przyjaciele – Na żywo i akustycznie 2018–2019.

## Życie prywatne
Od 1985 jest związany z Martą Kucharzak, którą poślubił 1 lipca 1989 i z którą ma dwoje dzieci: syna Jana (ur. 1990) i córkę Marię (ur. 1993). W 1998 zamieszkał z rodziną na warszawskiej dzielnicy Ochota, a w 2006 – na stołecznych Włochach.
W latach 2010–2012 odbył psychoterapię w związku z zachorowaniem na depresję. 17 lipca 2019 podczas pobytu w Londynie dostał wylewu, przez co wszystkie zaplanowane koncerty solowe artysty zostały odwołane. Po wylewie nie może prowadzić samochodu.
Został ambasadorem zorganizowanych w Krakowie Światowych Dni Młodzieży 2016.
W młodości był kibicem Włókniarza Częstochowa, obecnie kibicuje Legii Warszawa i Rakowowi Częstochowa.

## Dyskografia
Albumy solowe
| Muniek                      | - Data: 15 marca 2010 - Wydawca: Sony Music        | 3 | - POL: złota płyta |
| Tata (oraz Shambo)          | - Data: 6 września 2013 - Wydawca: S.P. Records    | – |                    |
| Syn miasta                  | - Data: 18 października 2019 - Wydawca: Agora S.A. | 3 | - POL: złota płyta |
| „–” album nie był notowany. |                                                    |   |                    |

Albumy koncertowe
| Tytuł                              | Dane dot. albumu                                                         |
| ---------------------------------- | ------------------------------------------------------------------------ |
| Muniek. Najmniejszy koncert świata | - Data: 9 września 2010 - Wydawca: Agora - Format: DVD, digital download |

### Z zespołem Muniek i Przyjaciele
| Tytuł                           | Danie dot. albumu                                      |
| ------------------------------- | ------------------------------------------------------ |
| Na żywo i akustycznie 2018–2019 | - Data: 5 marca 2021 - Wydawca: Art2Music - Format: CD |

### Single
| „Chłopcy” (Myslovitz, gościnnie: Muniek Staszczyk) | 2000 | – | –  | –  | – |                         | Miłość w czasach popkultury |
| „Tina”                                             | 2009 | – | 27 | –  | 2 |                         | Muniek                      |
| „Święty”                                           | 2010 | 4 | 11 | –  | – |                         | Muniek                      |
| „Kain i Abel”                                      | 2010 | – | –  | 15 | – |                         | Muniek                      |
| „Dzieje grzechu” (gościnnie: Anna Maria Jopek)     | 2010 | – | 15 | 12 | – |                         | Muniek                      |
| „Tata” (oraz Shambo)                               | 2013 | – | 32 | –  | – |                         | Tata                        |
| „Nobody’s Perfect”                                 | 2014 | – | –  | 11 | 5 |                         | Muniek (reedycja)           |
| „Mietek”                                           | 2018 | – | 32 | –  | – |                         | Tischner. Mocna nuta        |
| „Pola”                                             | 2019 | 7 | 1  | 9  | 1 | - ZPAV: platynowa płyta | Syn miasta                  |
| „Krajobraz z wilgą i ludzie”                       | 2019 | – | –  | –  | – |                         | Syn miasta                  |
| „Ołów”                                             | 2019 | – | 25 | –  | – |                         | Syn miasta                  |
| „Ta piosenka nie jest dla Ciebie”                  | 2020 | – | 3  | –  | – |                         | Syn miasta                  |
| „Bo życie jest”                                    | 2020 | – | –  | –  | – |                         | Syn miasta                  |
| „–” singel nie był notowany.                       |      |   |    |    |   |                         |                             |

Inne notowane utwory
| „Lekarze dusz” (Krzysztof Krawczyk, gościnnie: Muniek Staszczyk) | 2004 | –  | 42 | To, co w życiu ważne                                          |
| „Port”                                                           | 2013 | 24 | 26 | Klenczon Legenda – Artyści w hołdzie Krzysztofowi Klenczonowi |
| „Ulica miłości” (Marek Jackowski, gościnnie: Muniek Staszczyk)   | 2013 | 22 | –  | Marek Jackowski                                               |
| „Co to za miejsce?”                                              | 2019 | 26 | –  | Albo Inaczej 2                                                |
| „–” utwór nie był notowany.                                      |      |    |    |                                                               |

Z gościnnym udziałem
| Album                                                           | Rok  | Utwór                                                | Źródło |
| --------------------------------------------------------------- | ---- | ---------------------------------------------------- | ------ |
| S.W.A.T. – Wczoraj                                              | 1993 | „Nic się nie zmienia”                                | [ 77 ] |
| Pidżama Porno – Koncertówka part 1                              | 2002 | „Outsider”, „Do nieba wzięci”                        | [ 78 ] |
| Zipera – Druga strona medalu                                    | 2004 | „Do roboty!”                                         | [ 79 ] |
| Krzysztof Krawczyk – To, co w życiu ważne                       | 2004 | „Lekarze dusz”                                       | [ 80 ] |
| Voo Voo – XX Cz.1                                               | 2005 | „Kula hula”                                          | [ 81 ] |
| Habakuk – 4 life                                                | 2005 | utwór „Miasto”                                       | [ 82 ] |
| Yugopolis – Słoneczna strona miasta                             | 2007 | „Warszawski lot”                                     | [ 83 ] |
| Habakuk – A ty siej                                             | 2007 | „Karmaniola”, „Krajobraz po uczcie”                  | [ 84 ] |
| Karimski Club – Herbert                                         | 2009 | „Uderzam w deskę”                                    | [ 85 ] |
| Farben Lehre – Ferajna                                          | 2009 | „Ferajna”, „Autobusy i tramwaje”, „Niech się stanie” | [ 86 ] |
| Bogdana Łyszkiewicz – Odnalezione piosenki Bogdana Łyszkiewicza | 2011 | „Złota płyta”                                        | [ 87 ] |
| Marek Jackowski – Marek Jackowski                               | 2013 | „Ulica miłości”, „Nie zawsze jest tak jak chcesz”    | [ 88 ] |

Teledyski
| Tytuł                                          | Rok  | Reżyseria                         | Album                                                         | Źródło |
| ---------------------------------------------- | ---- | --------------------------------- | ------------------------------------------------------------- | ------ |
| „Dzieje grzechu” (gościnnie: Anna Maria Jopek) | 2010 | Mateusz Pleskacz, Jacek Nastał    | Muniek                                                        | [ 89 ] |
| „Święty”                                       | 2010 | Xawery Żuławski, Maria Strzelecka | Muniek                                                        | [ 90 ] |
| „Port”                                         | 2013 | Łukasz Jedynasty                  | Klenczon Legenda – Artyści w hołdzie Krzysztofowi Klenczonowi | [ 91 ] |
| „Tata” (oraz Shambo)                           | 2013 | Jan Pietrzak                      | Tata                                                          | [ 92 ] |

## Filmografia
| Tytuł                                                     | Rok  | Uwagi                                                         |
| --------------------------------------------------------- | ---- | ------------------------------------------------------------- |
| Małżowina                                                 | 1998 | reżyseria: Wojciech Smarzowski                                |
| Dzieci Jarocina                                           | 2000 | film dokumentalny, reżyseria: Petro Aleksowski                |
| Przystanek Woodstock – Najgłośniejszy Film Polski         | 2003 | film dokumentalny, reżyseria: Jerzy Owsiak                    |
| Historia polskiego rocka                                  | 2008 | film dokumentalny, reżyseria: Leszek Gnoiński, Wojciech Słota |
| Beats of Freedom – Zew wolności                           | 2010 | film dokumentalny, reżyseria: Leszek Gnoiński, Wojciech Słota |
| Jarocin – Historia rockiem pisana, czyli 30 lat Festiwalu | 2010 | film dokumentalny, reżyseria: Dorota Tuńska                   |

## Nagrody i wyróżnienia
| Rok  | Kategoria                           | Tytułem          | Nagroda                                         | Nota      | Źródło |
| ---- | ----------------------------------- | ---------------- | ----------------------------------------------- | --------- | ------ |
| 2009 | Wydarzenie                          | Muniek Staszczyk | Nagroda Muzyczna Programu Trzeciego – „Mateusz” | Laur      | [ 93 ] |
| 2011 | Album roku rock                     | Muniek           | Fryderyki 2011                                  | Nominacja | [ 94 ] |
| 2020 | Album roku rock                     | Syn miasta       | Fryderyki 2020                                  | Laur      |        |
| 2020 | Autor roku                          | Syn miasta       | Fryderyki 2020                                  | Nominacja |        |
| 2020 | Utwór roku                          | „Pola”           | Fryderyki 2020                                  | Laur      |        |
| 2020 | Przebój roku (nagroda publiczności) | „Pola”           | Fryderyki 2020                                  | Nominacja |        |

## Odznaczenia
- Krzyż Kawalerski Orderu Odrodzenia Polski – 2011[95]

## Publikacje
- Zygmunt Staszczyk, T. Love: dzieci rewolucji, Zebra, 1992, ISBN 83-85076-23-9.
- Zygmunt Staszczyk, Gandża, Lampa i Iskra Boża, 1993, ISBN 83-901125-3-1.
- Zygmunt Staszczyk, Grzegorz Brzozowicz, Muniek, Czerwone i Czarne, 2011, ISBN 978-83-7700-016-8.
- Muniek Staszczyk, Rafał Księżyk, King!, Wydawnictwo Literackie, 2019, ISBN 978-83-08-06934-9.